# Weichán Auka Mapu
La Weichán Auka Mapu (WAM, traducido como Lucha del Territorio Rebelde en mapudungún), es una organización guerrillera indigenista mapuche y organización terrorista que actúa principalmente en el sur de Chile, siendo partidaria del actual conflicto que golpea en la Macrozona Sur, atacando a través de atentados incendiarios, ataques armados y enfrentamientos contra efectivos policiales, con el objetivo de alcanzar la Independencia de lo que ellos denominan como "Nación Mapuche".
El grupo es señalado por diversos ataques contra la propiedad pública y privada, tales como forestales, escuelas, iglesias, fundos, e inclusos son señalados por algunos homicidios en la zona, razón por la cual son señalados de ser uno de los grupos más extremistas y violentos dentro del conflicto mapuche. En junio de 2022, fue declarada como organización terrorista por el gobierno chileno.

## Ideario
Esta organización considera en base a antecedentes históricos, que el Estado de Chile habría despojado al Pueblo Mapuche de su "territorio ancestral", a raíz de la Incorporación de la Araucanía al territorio controlado por el Estado, mediante la ocupación militar ejecutada por el Ejército chileno que combatió en la Guerra del Pacífico.
En base a esta narrativa, la organización ha ejercido diversos actos de violencia en ciertas zonas de la región de la Araucanía, contra las grandes empresas forestales y contra los latifundistas. La deforestación extrema que han cometido las forestales, en extintos bosques nativos que eran abundantes en biodiversidad de flora y fauna, serían la expresión directa de lo que denominan "opresión del Estado Chileno", y del "capitalismo económico, que destruye la naturaleza, la sobreexplota".
Por lo anterior, responsabilizan al Estado de Chile por la destrucción y explotación del territorio mapuche, por las grandes empresas.La mayor parte de sus ataques incendiarios son hacia templos religiosos cristianos,Haciendas patronales, maquinaria forestal, y agrícola de las empresas forestales de la zona.
La WAM es un grupo escindido de la Coordinadora Arauco-Malleco, cometiendo su primera acción el 17 de diciembre del año 2013, con un ataque incendiario en una casa patronal en Vilcún, aunque no fue hasta abril del 2016 que el grupo reivindicó este y más de una treintena de ataques en un comunicado anunciando su presencia.

## Orígenes del grupo
En el año 2010 una facción disidente de la CAM que disentía con la posibilidad de entablar acciones de diálogo entre los representantes mapuche y el Gobierno chileno, ya que consideraban que lo anterior interferiría con el proyecto de Liberación Nacional Mapuche, por ende los exmilitantes, disconformes con el rumbo tomado por la Coordinadora Arauco-Malleco, optan por fundar su propia organización con el fin de continuar las acciones de resistencia y recuperación.
En su primer comunicado lanzado el 20 de abril del 2016 donde explican la razón de su "resistencia armada" e incluso el significado de su escudo. El Kultrum lo descubren como "La totalidad de nuestro Wallmapu y las 4 partes de la base espiritual de la existencia como Pueblo-Nación". La lanza (Huaiqui), como símbolo de su resistencia ancestral y la escopeta como la actual resistencia, llamándola "rudimentaria pero digna", además de la forma del sentido en que fueron colocadas la lanza y la escopeta, el comunicado "expresan que dichas armas no son invasivas en el pueblo, sino que son parte integradas de nuestro Pueblo Nación Mapuche".
En septiembre de 2017, el fiscal de La Araucanía, Roberto Garrido confirmó que existiría un vínculo entre miembros de la WAM y el Caso Luchsinger-Mackay, esto debido a las continuas investigaciones donde se observa la participación de al menos 25 personas en este atentado. El fiscal confirmó que las investigaciones seguían en marcha.

## Atentados

### Primeros años: 2013-2016
En el primer comunicado realizado del grupo se adjudica una seguidilla de ataques de 2013 a 2016. En el primer año se adjudican los incendios y sabotajes al Fundo Santa Lucía, Padre Las Casas, quema de una casa patronal (25 de marzo), Fundo Tricalhue, localidad de Huallepén, quema de una retroexcavadora (17 de mayo), Fundo Santa Ana, propiedad de Gastón Escala, sector Ranquilhue, ribera del lago Lleulleu, Tirúa, incendio a cuatro cabañas de veraneo, un auto y el incendio a una casa patronal en Vilcún (27 de diciembre). En el siguiente año se adjudicaron ataques como un sabotaje en Contulmo, a una cabaña de veraneo de propiedad un exsenador, (21 de febrero) siete días después del primero intentaron incendiar un mirador cerca del Casino del cerro Ñielol, en Temuco, y un ataque al sector el Guariao, sabotaje a camiones y maquinarias que prestaban servicio a Forestal Volterra, (expulsión definitiva de esa faena). No fue hasta el 24 de junio cuando atacaron una casa patronal, tres bodegas de papas y maquinaria, esto en el Fundo San Luis, propiedad Ewald Luchsinger, sector General López, Vilcún. Un mes después un cargador frontal, un contenedor, la Maquinaria correspondiente a la empresa Petrohue, fueron incinerados, el 12 de agosto, 2 tractores, 2 camionetas y un galpón con seis mil fardos fueron incendiados, siete días después un cargador fue incendiado en una faena de áridos, sector Molco, Cautín. El 10 de octubre dos camiones pertenecientes a Forestal Mininco fueron incinerados en el sector salida norte de Chile, y al día siguiente una cabaña de veraneo es quemada en el sector Coihueco a 22 km de Contulmo y horas después  un ataque a dos galpones, diez mil fardos y diez mil sacos de fertilizantes en la comuna de Vilcún y al día siguiente un galpón con maquinaria agrícola en la misma comuna.
El 20 de enero del 2015 militantes de la WAM quemaron un galpón con maquinaria agrícola, esto en Fundo Santa Catalina, sector Pillanlelbún, meses después el 19 de mayo una casa patronal fue también incendiada en el Fundo Rucahue, comuna de Lanco, propiedad de familia Villasante y un mes después atacan un conjunto de tractores, maquinaria agrícola, fardos y galpones, daño avaluado a 500 millones de pesos. Meses después miembros incendiaron una casa patronal, un microbús y un galpón en Fundo la Granja, en el sector General López, Vilcún, propiedad de Enrique Palomera. El 15 de octubre es destruido un camión forestal de la empresa Klenner, esto en el Cruce Aeropuerto, Padre Las Casas. Una semana después en el Fundo Santa Marta tres camiones, cuatro trineumáticos, un cargador forestal, un contenedor fueron consumidos por las llamas de un incendio provocado por WAM, en la comuna de Lautaro. El último ataque del año 2015 fue el 20 de noviembre cuando incendiaron una lechería propiedad de Harold Luchsinger, en la localidad General López, Vilcún.
El 13 de enero del 2016 se registra un doble ataque; el primero en Sector Tres Marías, Cayucupil, quemando dos maquinarias pertenecientes a Forestal Mininco y en Contulmo el incendio a tres camiones pertenecientes a la misma forestal, y una semana después se incendió un camión forestal en Fundo Santa Leonor, comuna de Lautaro, propiedad de Pablo Herdener, dos días después el incendio a una casa patronal, en la comuna de Lanco y finalmente el 28 de enero el incendio a tres máquinas forestales, un camión, tres camionetas, un minibús y dos carabineros heridos.
El 10 de febrero de 2016 el grupo clamó un ataque a carabineros en Fundo Santa Rosa 2, sector El Natre, y siente días después el incendio de dos máquinas de cosecha agrícola en Fundo Molco, Padre Las Casas y no fue hasta el 2 de marzo cuando militantes del WAM incendiaron seis camiones pertenecientes a Forestal Arauco, después de atacarlos a tiros, dejando a dos personas heridas, en la comuna de Tirúa y el 8 de marzo es incendiado el Santuario Católico San Sebastián y una casa parroquial anexa, esto en sector Cajón, Vilcún. El 1 de abril es incendiada la Capilla Católica Santa Joaquina, en el sector Niágara, Padre Las Casas y cuatro días después es incinerada una capilla perteneciente a la Iglesia Católica localizada en el kilómetro 2,5 camino Mahuidache, sector Quepe y tres días después se incendian cinco máquinas cosechadoras de frutos en el Fundo la Soñadora, sector Aylín, en Lanco, y un par de días después se adjudican el incendio de casas de veraneo en Contulmo, Tirúa y Chile. El último ataque que se adjudica la WAM ocurrió el 19 de abril cuando una casona patronal perteneciente a Patricio Paslack (vicepresidente de la Sociedad de Fomento Agrícola de Temuco) es incendiada en la localidad de Perquenco.

### La WAM se hace visible
El 5 de septiembre del 2016 dos camiones de Forestal Mininco fueron incendiados en la mancha urbana de Capitán Pastene, Lumaco. El mes siguiente se adjudicaron la quema de una cabaña y de dos camiones forestales en las cercanías de Contulmo. El 4 de enero, miembros de la WAM incendiaron  dos casas, dos galpones y una caseta de guardia en la comuna de Lanco, Región de Los Ríos. Algunos meses después dos retroexcavadoras forestales fueron incendiadas nuevamente en Contulmo, así como otros incendios como algunas cabañas en las cercanías del lago Lleulleu, un centro de transferencia tecnológica (en un lugar que no mencionaron), un camión forestal en Santa Rosa de Cañete, el incendio tres camiones y una maquinaria pesada de la Fforestal Arauco, en la comuna de Loncoche y el sabotaje a las instalaciones de Louisiana-Pacific Corporation. También se adjudicaron el ataque a la casa de un ex seminarista en Padre Las Casas,
El 17 de junio de 2017 Un camión con tolva y varias máquinas fueron destruidas en Puerto Saavedra, la región de La Araucanía, en un nuevo ataque incendiario en el área que afectó a la empresa constructora CIAL Ltda. Carabineros dijo que en el evento participaron cinco personas atacando a dos guardias. El 26 de julio del mismo año Las autoridades de Chile dicen que una iglesia evangélica fue incendiada en una región del sur que el grupo indígena mapuche reclama como su territorio ancestral.
El 19 de agosto un ataque incendiario afectó a 18 camiones pertenecientes a la empresa de transporte Calafquén, ubicada en el kilómetro 686 de la Ruta 5 al sur de Temuco, Región de La Araucanía. Se encontró un folleto en el sitio que atribuyó el incidente al grupo mapuche. El 26 de agosto al menos 29 camiones fueron quemados en la comuna de San José de la Mariquina en la región de Los Ríos en Chile. En el lugar dejó un folleto donde el grupo Weichan Auka Mapu se responsabiliza del ataque, siendo el ataque más grande realizado por el grupo.

### Ataques de 2018 a 2020
Iniciando el año, el 31 de enero del 2018, miembros de Weichán Auka Mapu se adjudicaron el ataque contra un camión forestal en una carretera que comunica Contulmo con Purén.
No fue hasta el 16 de julio, cuando encapuchados atacaron el fundo Palihue, cerca de la cabecera de Vilcún, en la región de La Araucanía, dejando incinerados tres bodegas y seis maquínas agrícolas dañados de más de 600 millones de pesos. No fue hasta el 24 de julio, cuando miembros de la WAM atacaron al Fundo San Martin, dejando incinerado una retroexcavadora y un tractor perteneciente a Forestal Los Andes, ocurriendo este ataque en la localidad Barros Arana, comuna de Nueva Imperial.
El 10 de agosto del mismo año, un grupo de militantes mapuche quemó una iglesia evangélica en el municipio de Budimallín, Padre Las Casas. En el sitio del ataque se encontraron lienzos relacionados con la causa mapuche.
El 11 de agosto de 2018 fueron imputados seis militantes de la WAM por su participación en un ataque a un fundo en Cuyinpahué, propiedad de Forestal Arauco. No fue hasta el 7 de septiembre, miembros de WAM atacaron un camión en sector La Vaina, que une a Cañete con Contulmo, en la región del Biobío.
También en febrero y marzo WAM se adjudicó más ataques.
El 3 de abril de 2019, es atacado el fundo Iñaque, comuna de Máfil, perteneciente a la emprese Cran Chile,  el cual dejó incineradas tres máquinas agrícolas y dos bulldozer. No fue hasta el 21 de mayo, cuando miembros de la WAM incendiaron siete máquinas forestales, un camión, una casa rodante, un contenedor, esto en un terreno perteneciente a Forestal Mininco, en la comuna de Teodoro Schmidt.
Otro ataque incendiario fue reclamado por la WAM, el cual dejó como saldo dos camiones, dos camiones grúa, un skidder y una buldócer incendiados, esto en el fundo la fortuna, perteneciente a Forestal Arauco, esto en la comuna de Contulmo.
El mismo día se registró un ataque incendiario al fundo Santa Adela, ubicado en el kilómetro 25 que conecta Nueva Imperial con Labranza, dejando dos galpones incinerados.
En el mes de septiembre la WAM, se adjudicó un ataque contra el fundo La Escopeta en Contulmo, el cual dejó una camioneta y dos maquinarias agrícolas incineradas.
El 12 de septiembre, integrantes del WAM incendiaron dos galpones en el fundo Santa Adela, localizado en la comuna de Nueva Imperial, encontrando panfletos pertenecientes al grupo. Más tarde el gobierno confirmó una querella por incendio terrorista después de haber sido reportado el ataque. El mismo día, la WAM atacó las bodegas e instalaciones pertenecientes al proyecto Central Hidroeléctrica San Pedro, ubicadas en la comuna de Los Lagos, Región de los Ríos.
Iniciando el mes de noviembre, milicianos atacaron el terreno de una empresa constructora en la localidad de Labranza, a las afuerzas de Temuco, dejando inservibles cuatro camiones, una retroexcavadoras.
Milicianos atacaron y luego prendieron fuego al peaje al peaje de Pilpilco, en la comuna de Los Álamos, el cual dejó únicamente daños materiales.
El 21 de noviembre, se vuelve a adjudicar el grupo un doble ataque incendiario destruyo 2 camiones y una grúa al interior del fundo El Carmen, esto en el sector Butamalal, en Cayucupil, Cañete. Ocho días después, la WAM atacaron las instalaciones de una empresa de áridos, en el sector Boroa, en la comuna de Nueva Imperial, destruyendo dos cargadores frontales y una excavadora.
Un incendio provocado al seminario mayor San Fidel fue reportado en la comuna de Padre Las Casas, sin que se reportasen víctimas en el ataque. El ataque ocurrió aproximadamente a las 3:30 a. m., dejando parcialmente destruidas las instalaciones y dejando un lienzo.
El 11 de marzo del 2020, miembros de las WAM atacaron el fundo Los Pastales, en el sector Mirador, Cholchol, el cual dejó como saldo dos maquinarias agrícolas incineradas. Siete días después, la WAM atacaron un helicóptero S-64 Skycrane perteneciente a EcoCopter, utilizado principalmente para el combate a incendios forestales. El ataque tuvo lugar en la Base Forestal Unihue, Santa Juana. El 3 de mayo, miembros de la WAM se adjudicaron un ataque incendiario contra las oficinas de Piscicultura Cermaq, ubicada en el sector Coipúe Bajo de la comuna de Freire. Semanas después, encapuchados armados ingresaron al fundo El Retiro, comuna de Purén, donde incendiaron tres maquinarias de uso forestal y un camión para los mismos propósitos, además de sustraer dos camionetas que se ubicaban en dicho predio.
No fue hasta el 28 de junio del 2020, cuando encapuchados del WAM atacaron las instalaciones de inmobiliaria pilolcura, en Cutipay Alto, Valdivia, dejando como saldo dos contenedores, tres excavadoras, un rodillo y una chipiadora destruidas.

### Escalada violenta
Durante los incidentes en la Araucanía de 2020-2021, la organización fue una de las cuales se adjudicó ataques incendiarios en dicha región histórica.
El 6 de mayo de 2021 se registró un ataque incendiario contra 15 vehículos de transporte forestal que prestaba servicio a la empresa papelera CMPC, en la comuna de Capitán Pastene, hiriendo además a un trabajador forestal y un carabinero, acciones posteriormente adjudicadas a WAM.
En reacción a la muerte de Pablo Marchant, la WAM junto a otros grupos armados mapuches lanzaron un comunicado conjunto donde lamentaban la muerte del comunero, reafirmando su motivación a la lucha armada y su intransigencia con el estado chileno. En noviembre del 2021, Weichán Auka Mapu lanza un comunicado donde menciona sus motivaciones, así como inspiraciones y razones para tomar el camino de la lucha armada, además de pedur un alto a la militarización de la Araucanía, amenazando con más actividades en un futuro.
Durante el estado de excepción constitucional debido a la violencia ocurrida en la Araucanía y el sur del Bio-Bio, WAM se adjudica el descarrilamiento y quema de un tren de carga con celulosa en las líneas Victoria-Temuco. Este acto se ve reivindicado a través de un video con muestras de organización militar que esta bajo investigación por ley de armas por parte de la Fiscalía.
A inicios de noviembre de 2021, se hace viral un video donde miembros de la WAM posan con armas de grueso calibre, en donde amenazan a miembros de las fuerzas de seguridad, latifundistas y otras empresas a que abandonen las regiones de La Araucanía y el Bio Bío, mencionando que su presencia justificara futuros ataques. El 19 de noviembre del mismo año, se hace viral un video donde un profesor agradece a las WAM por haber recuperado un furgón que le había sido violentamente robado en la comuna de Tirúa.
En mayo de 2022, la Cámara de Diputadas y Diputados de Chile declaró a la Weichán Auka Mapu, junto a la Coordinadora Arauco-Malleco (CAM), la Resistencia Mapuche Malleco (RMM) y la Resistencia Mapuche Lavkenche (RML) como «asociaciones ilícitas de carácter terrorista», donde además se instó a la Presidencia de la República a realizar gestiones ante la Oficina de Contraterrorismo del Departamento de Estado de los Estados Unidos de y el Consejo de la Unión Europea, para declararlas como asociaciones terroristas a nivel internacional. El 5 de mayo es asesinado a tiros un comunero mapuche mientras se desplazaba en su camioneta, esto en la comuna de Tirúa, siendo señaladas las WAM de perpetrar el ataque. Más tarde, las WAM niegan estar detrás del asesinato, mencionando que es parte de una campaña de difamación y oportunismo por parte del gobierno chileno y algunos sectores locales no alineados a la liberación mapuche". El 10 de abril del 2023 la WAM junto a Movimiento de Liberación Nacional Mapuche, Resistencia Mapuche Malleco, Resistencia Mapuche Lavkenche y Resistencia Autónoma Cautín publicaron un comunicado conjunto donde hablan sobre la promulgación de la ley Nain-Retamal, amenazando con represalias a lo que llamaron una ley diseñada para que las autoridades actúen con impunidad.
El 3 de noviembre del 2023, miembros del WAM se adjudica un corte de ruta en la autopista P-70 entre las comunas de Cañete-Tirúa, siendo esta bloqueada por árboles derribados. El mismo día se produjo un incendio contra una capilla, esto en el sector de Huide, distante a unos 25 kilómetros de la capital Contulmo, la cual dejó en ruinas el edificio. La WAM se adjudicó los ataques en repudio a la visita del presidente Gabriel Boric a la región de La Araucanía, llamando a la población local a evitar llegar a un acuerdo con el estado chileno.
El 9 de diciembre del 2024, el WAM lanza un video donde de manera autocrítica aceptan que militantes del grupo estuvieron coludidos en actividades delincuenciales como extorsión, secuestro y tráfico de droga, reafirmando que solo usaran la violencia contra "el estado y el capital".

## Arrestos y condenas
Celestino Córdova, supuesto miembro de la agrupación, fue declarado culpable del atentado que saldo con la vida del matrimonio Caso Luchsinger-Mackay el 20 de febrero de 2014, luego de varias semanas de juicio oral. Sin embargo, el Tribunal Oral en lo Penal de Temuco desestimó el carácter terrorista del hecho, ya que no existían antecedentes de que Córdova intentará difundir alguna reivindicación con el acto y llamó a recalificar el delito como ataque incendiario con resultado de muerte. El caso ha sido catalogado como complejo debido a la cantidad de evidencia que muestra al machi Celestino Córdova como participante del ataque, pero también a la falta de muestras o elementos contundentes que desaparecieron una vez la propiedad fue consumida por las llamas.
El 12 de septiembre de 2024, se registra un complejo operativo contra la agrupación en la comuna de Arauco, participando tanto de fiscalía de La Araucanía como la Policía de Investigaciones con apoyo de la Armada y cerca de 200 efectivos de seguridad, dejando un enfrentamiento que dejó como saldo ocho detenidos (dictándoles prisión preventiva el día siguiente), un guerrillero muerto y un policía herido. En la operación se tenían las órdenes de aprehensión emitidas contra 19 personas por su presunta responsabilidad en la muerte del comunero Manuel Huenipil Antileo. Una semana después del operativo otro sospechoso es detenido por autoridades en la comuna de Carahue.
En abril del 2023, que un miembro del WAM fue condenado a 7 años de prisión por su responsabilidad en un ataque ocurrido en el sector Cutipay Alto en junio del 2020.